# Sumitomo Fāma
Sumitomo Fāma (japanisch 住友ファーマ株式会社 Sumitomo Fāma kabushiki-gaisha, englisch Sumitomo Pharma Co., Ltd.), ehemals Dainippon Sumitomo Seiyaku, ist ein japanisches Pharmazieunternehmen.
Zur Produktpalette des Unternehmens zählen unter anderem Neuroleptika und Antidepressiva sowie Medikamente zur Behandlung von Diabetes Typ 2, Morbus Fabry und Parkinson. Weiterhin werden Lebensmittelzusatzstoffe, Chemieprodukte und Produkte für die Tiergesundheit hergestellt.

## Geschichte
Das Unternehmen Dainippon Sumitomo Seiyaku entstand 2005 durch die Fusion der Pharmaunternehmen Dainippon Seiyaku und Sumitomo Seiyaku. Dainippon wurde bereits 1897 unter dem Namen Ōsaka Seiyaku gegründet und entwickelte sich im Laufe der Jahre zu einem der größten Pharmaunternehmen Japans. Der Firmenname Dainippon wurde nach der Übernahme des gleichnamigen halbstaatlichen Unternehmens Dainippon Seiyaku aus Tokio im Jahr 1898 angenommen. Sumitomo Seiyaku entstand 1984 durch eine Ausgliederung des Pharma-Geschäfts aus dem Sumitomo-Chemical-Konzern. In das neu entstandene Pharma-Unternehmen wurden zeitgleich die Pharma-Vertriebsaktivitäten des Handelshauses Inabata (Teil von Sumitomo Chemical) eingegliedert. Dainippon Sumitomo Seiyaku firmierte im April 2022 zu Sumitomo Fāma um.

## Aktionäre
Der Chemiekonzern Sumitomo Chemical hält selbst eine absolute Mehrheit an Dainippon Sumitomo Seiyaku und ist weiterhin mittelbar über das Handelshaus Inabata am Pharmakonzern beteiligt.
| Aktionär                       | Anteil  |
| ------------------------------ | ------- |
| Sumitomo Chemical              | 51,76 % |
| The Master Trust Bank of Japan | 7,39 %  |
| Inabata                        | 4,67 %  |
| Japan Trustee Services Bank    | 2,96 %  |
| Nihon Seimei Hoken             | 1,91 %  |